# Osso sacro
L'osso sacro è un osso impari e mediano, appartenente alla colonna vertebrale. 
Il nome italiano discende direttamente dalla locuzione latina ŏs săcrum («osso sacro»), che traduce in maniera inesatta l'espressione del greco antico ἱερόν ὀστέον, hierón ostéon («osso grosso»), nell'erronea accezione di «osso sacro».

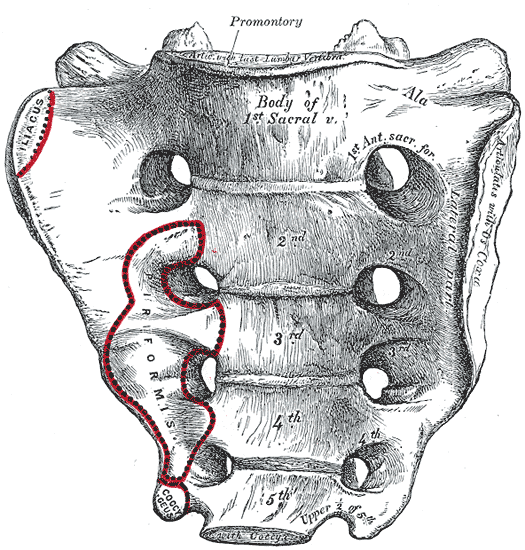
Osso sacro visto anteriormente

## Struttura
L'osso sacro, impari e mediano, è un unico osso formato da cinque segmenti ossei,le cinque vertebre sacrali, fusi tra loro. Ha forma piramidale a base quadrangolare con base superiore e apice inferiore, una faccia anteriore concava, una faccia posteriore convessa e accidentata e due facce laterali che nella porzione inferiore dell'osso, corrispondente alle ultime tre vertebre sacrali, si riducono a margini.
La base del sacro presenta al centro una superficie ellittica, corrispondente alla superficie articolare superiore del corpo della prima vertebra sacrale, tramite la quale si articola con il corpo della quinta vertebra lombare.
Spostandosi lateralmente si trovano due superfici lisce, dette ali del sacro, dirette obliquamente in basso e in avanti che risultano separate dalla faccia anteriore del sacro grazie alla parte sacrale della linea terminale, che lateralmente prosegue con la parte coxale della linea terminale. Al di dietro delle ali del sacro si trovano i processi articolari superiori della prima vertebra sacrale che hanno, alla loro estremità libera, una faccetta articolare, diretta sul piano frontale e orientata posteriormente, per opporsi in giunzione con i processi articolari inferiori della quinta vertebra lombare.
Al di dietro della superficie articolare superiore del corpo della prima vertebra sacrale, e compreso tra i processi articolari superiore, si trova il foro vertebrale, che viene delimitato posteriormente dalle lamine e dal processo spinoso della prima vertebra sacrale, il foro si presenta di forma triangolare e immette nel canale sacrale (ultima porzione del canale vertebrale), canale che da passaggio al midollo spinale sacrale, sui lati del canale si aprono i fori intervertebrali all'altezza della fusione dei segmenti sacrali contigui, attraverso questi fori passano i nervi spinali sacrali, i cui fasci anteriori escono dai fori sacrali anteriori aperti sulla faccia anteriore del sacro e i cui fasci posteriori escono dai fori sacrali posteriori, il canale sacrale termina in basso appiattito nello hiatus sacrale, apertura posta sulla faccia posteriore del sacro in prossimità dell'apice dovuta all'assenza delle lamine e del processo spinoso a livello degli ultimi due segmenti vertebrali sacrali.

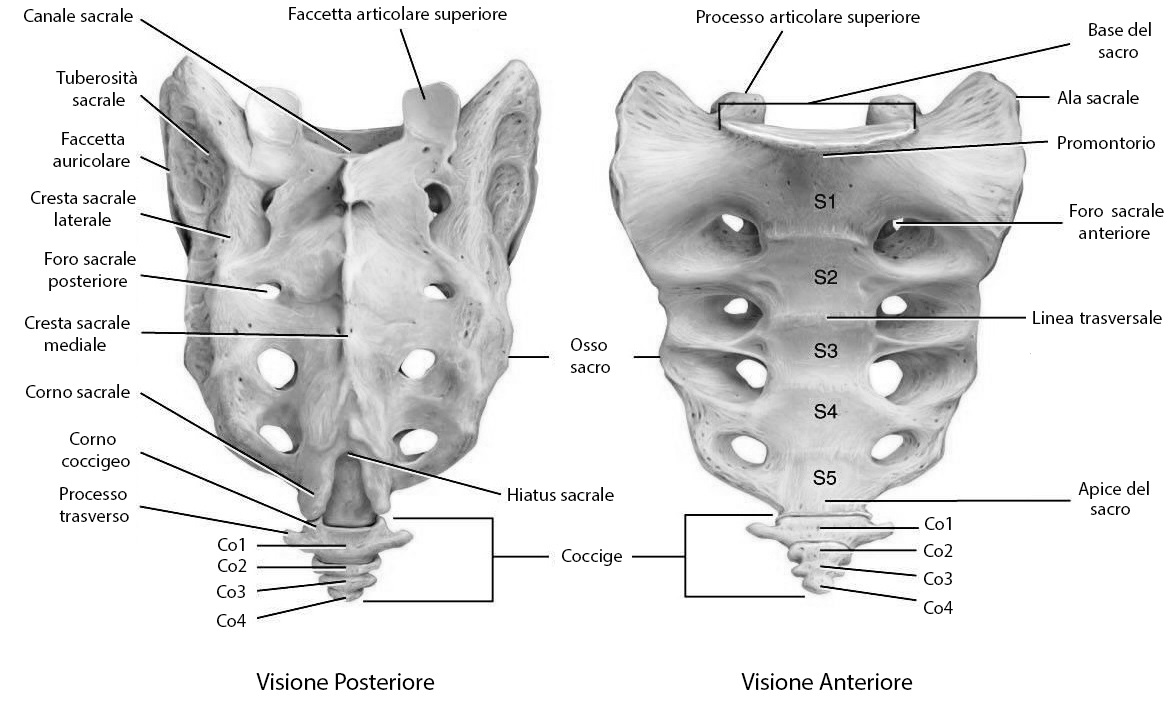
Osso, sacro, visione anteriore e posteriore

La faccia anteriore è concava e con superficie liscia, si notano nella sua porzione mediana le quattro linee trasversali che segnano i punti di fusione tra i corpi vertebrali, procedendo lateralmente allo stesso livello delle linee trasversali si incontrano i quattro fori sacrali anteriori, in comunicazione con il canale sacrale, che proseguono lateralmente con delle docce in cui sono accolti i nervi spinali sacrali anteriori.
Nella faccia posteriore, convessa e accidentata, si trova, lungo la linea mediana, una cresta derivante dalla fusione dei processi spinosi dei vari segmenti sacrali detta cresta sacrale media, sempre in posizione mediana, caudalmente alla cresta si trova il suddetto hiatus sacrale (sbocco del canale vertebrale), in posizione laterale rispetto alla cresta si trovano invece le docce sacrali formate dalla fusione delle lamine vertebrali, ancora lateralmente, per fusione dei processi articolari dei metameri del tratto sacrale si trovano altre due creste meno pronunciate della precedente e definite creste sacrali articolari, che terminano in alto con i processi articolari superiori del sacro e inferiormente con i corni sacrali, atti ad articolarsi con i corni coccigei.
Procedendo lateralmente si trovano poi i fori sacrali posteriori (meno ampi di quelli anteriori) che danno passaggio ai nervi spinali sacrali posteriori, infine nelle porzioni più laterali della faccia dorsale del sacro si trovano le creste laterali generate dall'unione dei processi mammillari e accessori.
Ogni faccia laterale del sacro presenta nella sua porzione antero-superiore una faccetta articolare, detta faccetta auricolare, che mette in giunzione il sacro con le ossa dell'anca, posteriormente alla faccetta auricolare si trova la tuberosità sacrale, sulla quale prendono inserzione diverse strutture legamentose, queste due formazioni sono situate all'altezza delle prime due vertebre sacrali, la restante parte delle facce laterali si riduce a margine.
L'apice del sacro, infine, ha una faccetta articolare di forma ellittica che si articola con la faccetta articolare situata nella base del coccige.

## Articolazioni
- articolazione sacro-vertebrale
- articolazione sacro-coccigea
- articolazione sacroiliaca

## Inserzioni muscolari
La superficie anteriore o pelvica dà inserzione da ciascun lato al muscolo piriforme. L'area supero-laterale contigua alla superficie articolare con l'ileo dà invece inserzione al muscolo iliaco.
La superficie posteriore dà invece inserzione, lungo un'area a forma di U fra i processi spinosi e i tubercoli trasversi che ricopre, al muscolo sacro-spinale che ricopre il muscolo multifido che origina dalla superficie interposta. Verso il versante infero-latera si inserisce invece il grande gluteo.